# Pikachurin
Pikachurin, også kendt som  AGRINL  og EGF-like, fibronectin type-III og laminin G-like domain-containing protein (EGFLAM),
er et protein der i mennesker kodes af EGFLAM-genet på kromosom 5.
Pikachurin er et dystroglycan-interagerende protein der har en essentiel rolle i den præcise interaktion imellem fotoreceptorer og ribbon synapser og de bipolare dendriter. En ukorrekt binding imellem pikachurin og dystroglycan er forbundet med en type muskelsvind, der ofte involverer anormaliteter i øjnene.

## Opdagelse og nomenklatur
Pikachurin er et ekstracellulær matrix-lignende retina-protein, der først blev beskrevet i 2008 i Japan af Shigeru Sato et al., og navngivet efter Pikachu, en art fra Pokémon-universet. Navnet på dette "adrætte" protein var inspireret af Pikachus "lynhurtige bevægelser og chokerende elektriske effekter".
Pikachurin blev oprindeligt identificeret i en microarray analyse af genekspression profiler af retinaens wild-type og Otx2 knockoutmus. En Real-time PCR analyse blev anvendt til at bekræfte at Otx2 regulerer ekspressionen af pikachurin, hvilket blev klart, siden der var et fravær af pikachurin-ekspression i retina fra Otx2 knockoutmus.